# Mint na Bokura
Mint na Bokura (ミントな僕ら Minto na Bokura?) es un manga de Wataru Yoshizumi publicado en el año 1998 en la revista Ribon. En España se publica bajo el nombre: "Somos chicos de menta".

## Historia
Maria y Noel son hermanos gemelos, todo es felicidad hasta que a María se le ocurre ir al internado Morinomiya porque está enamorada de un entrenador de baloncesto que entrena al equipo del Morinomiya. Noel está tan apegado a su hermana que piensa estar con ella siempre, para ello se va al internado también, pero hay un problema: en el internado sólo queda un cupo, y es para una chica. Para Noel no es impedimento, se viste de mujer y va tras su hermana, haciéndose pasar por la "hermana" gemela de María.
Noel tendrá que superar muchos impedimentos allí. Primero, se hace amigo de Sasa, pero este se enamora de Noel pensando que es una chica y le da su primer beso. Como Noel se niega a salir con él, Sasa se enfada, y para evitar perder a su único amigo allí Noel le cuenta la verdad a Sasa y le demuestra que es un chico. A partir de entonces se hacen amigos inseparables y fingen de cara al resto del instituto que son novios para que nadie sospeche.
Después, se enamora de su compañera de habitación, Miyu, una chica solitaria de la que se decía que salía con hombres con dinero pero era mentira. Miyu resulta ser la prima de Sasa por un complicado lío familiar. Para poder salir con Miyu sin que descubra que Noel es un chico, Noel se hace pasar por su primo, Tohru. Acaban saliendo juntos. Mientras, María conoce al hermano pequeño de Hirobe (el entrenador), Yoshiaki, quien le pide salir y ella acepta.
El siguiente problema es cuando María y Noel se reencuentran con los amigos del otro instituto, Karin y Daisuke. Karin estaba enamorada de Noel y Daisuke de Maria. Así, Karin decide que no está dispuesta a permitir que otra chica le robe a Noel, así que empieza a perseguir a Noel. Poco a poco, Karin descubre que Miyu llama Tohru a Noel y que está alojado en el internado de chicas y deduce que se está haciendo pasar por una chica. Al verlo vestido de chica, se desenamora de él y vuelven a ser buenos amigos.
María empieza a tener problemas con Yoshiaki cuando la exnovia de éste, Akira, empieza a acosarla para que le devuelva a Yoshiaki. María acaba harta del asunto y deja a Yoshiaki. Daisuke aprovecha esta oportunidad para pedirle salir a María y ella acepta. Sin embargo, Daisuke se da cuenta de que a María no le gusta realmente y la deja.
Un día, Noel esta en la habitación sin peluca porque Miyu se ha ido. Pero Miyu vuelve de improviso y descubre que Noel es Tohru, y que es un chico. Se enfada muchísimo, deja a Tohru por haberle mentido y se cambia a la habitación Maria. Más tarde perdona a Noel y le promete guardar el secreto, pero se niega a volver a ser su novia.
Noel recibe una carta de amor de un tal Chris, cantante del grupo pop del instituto más famoso y Chris se enamora de él porque fue la única chica que lo trató mal. Para que Chris lo deje en paz, Noel le dice que es lesbiana. Chris se deprime, pero en seguida vuelve a enamorarse de Miyu. A Noel le empieza a cambiar la voz lo cual le dificulta su situación. Chris oye a Miyu y a Noel hablar de esto y descubre que Noel es un chico, y decide desenmascararlo como venganza por haberse burlado de él.
María y Sasa empiezan a enamorarse el uno del otro, y Sasa se declara. Este le reprocha que tiene la culpa de todo lo que le ha pasado a Noel y que ha sido muy malagradecida puesto que incluso se vistió como chica solo para verla. María iba a aceptar a Sasa cuando aparece de nuevo Yoshiaki, le dice que se ha olvidado de Akira y le pide que vuelva con él, y María acepta. Sasa se enfada y también decide echarse una novia. Así, conoce a Liliko y empiezan a salir. María se da cuenta de que en realidad le gusta Sasa y deja a Yoshiaki, pero no le dice nada a Sasa. Miyu perdona a Noel y vuelven a salir juntos.
Mientras, Chris manda otra carta a Noel diciendo que tiene que hablarle acerca de su secreto, y lo cita en el gimnasio. Noel pasa de ir, pero María decide presentarse haciéndose pasar por Noel para demostrarle que es una chica y hacerle callar. Chris lleva a sus amigos y pretenden desnudarla y hacerle una foto cuando llega Sasa y salva a María. Después ella le cuenta que ha dejado a Yoshiaki y Sasa deja a Liliko y Sasa y María empiezan a salir juntos.
El secreto de Noel no es descubierto, pero cada vez hay más gente que lo sospecha, aunque no les importa realmente. Kanako habla con Chris de esto y se desenamora al ver que es un cretino y se distancia de él, pero esto hace que Chris se enamore de ella. Miyu propone a Noel que vuelva a entrar el año siguiente en el instituto como chico para que puedan salir tranquilamente y se besan por última vez. Maria intenta acoplarse a los gustos de Sasa y accidentalmente descubre que este tenía guardadas las fotopegatinas con el beso de Noel y Sasa (era porque si Sasa lo tiraba a la basura, alguien podía encontrarlo y malinterpretarlo). Maria va y le reprocha a Noel a lo que este reprocha a Sasa y así acaba la serie.

## Personajes
- Noel Minamino (南野 のえる Minamino Noeru): hermano gemelo de María, se disfraza de chica para hacerla volver al antiguo instituto y volver a estar con ella. Se acaba enamorando de Miyu, su compañera de habitación. Pero para que no supiera que es un chico se hace pasar por Tohru, diciendo que es primo de Noel.

- María Minamino (南野 まりあ Minamino Maria): hermana gemela de Noel, se va a un internado porque se ha enamorado del entrenador de básquet de ese internado, Hirobe. Después sale con su hermano pequeño, Yoshiaki. Pero al final del manga se da cuenta de que al que quiere es Sasa y sale con él.

- Ryuji Sasa (佐々 龍至 Sasa Ryuji): se enamora del Noel chica y le da su primer beso, pero cuando Noel le dice que es un chico se hacen muy buenos amigos, y terminan queriéndose mucho mutuamente. Al cabo de un tiempo sale con Liliko, pero al final se da cuenta de que a quien quiere en realidad es a María y termina saliendo con ella.

- Miyu Makimura (牧村 未有 Makimura Miyu): es la compañera de habitación del Noel, pero es muy callada y tiene muchos secretos. Casi no tiene amigas, pero Kanako y Maria ven que es una buena chica y le ayuda a hacer amistades. Le termina gustando Noel chico, después de enterarse de que no es una chica.

- Kazuaki Hirobe (広部 和陽 Hirobe Kazuaki): entrenador de baloncesto del Morinomiya, por el que María decide ir a ese internado, y el hermano mayor de Yoshiaki.

- Yoshiaki Hirobe (広部 良陽 Hirobe Yoshiaki) : hermano pequeño de Kazuaki, con el que luego sale María. Acaban cortando por culpa de su ex, Akira, pero después vuelven aunque María le gusta Sasa. Vuelven a cortar para siempre cuando María decide irse con Sasa.

- Tohru Kurihara (栗原 慈朗 Kurihara Toru): hermano gemelo del padre de los gemelos y tío de estos, por el que se hace pasar Noel para poder ser chico delante de Miyu, y por si va de chico se encuentra alguien del Morinomiya. Es pariente de Yukari Kurihara de Dice (otro manga de Ribon)

- Kanako Asou (麻生 可南子 Aso Kanako): es la compañera de habitación de María, le guarda todos sus secretos y le da consejos. Acaba compartiendo habitación con Miyu y se hacen amigas. Es una fan de Chris, pero después se da cuenta de que es estúpido y que por fin entiende como se sentía Miyu cuando este la acosaba.

- Daisuke Sakurai (桜井 大輔 Sakurai Daisuke): es el mejor amigo de Noel y María en el antiguo instituto, y le gusta María. Acaban saliendo juntos, pero él, al ver que María no lo quiere, corta con ella en plan amigos. Se encela de Sasa al ver que también es mejor amigo de Noel.

- Karin Tachihara (果林 Karin): es una amiga de Noel y María en el otro instituto, y le gusta Noel. Se entera de que en el Morinomiya, Noel se hace pasar por chica y acaba entendiendo que no es correspondida con Noel.

- Akira Nakayama (中山 晶 Nakayama Akira): es la exnovia de Yoshiaki, y le gusta salir con muchos chicos a la vez. Ella hace que Maria y Yoshiaki corten.

- Kurisu Jiru(栗栖慈朗) : también llamado Chris, es el cantante del grupo pop Embrasse-Moi, tiene éxito con las chicas y se acabará enamorando de Noel chica por tratarle mal. Por lo mismo se enamora de Miyu y Kanako.

- Liliko Iwasaki(岩崎理々子 Iwasaki Ririko): Es una chica que se encuentra a Sasa y a Noel en Harajuku y les propone ir a tomar algo. Es la chica perfecta para Sasa pues es una tomboy, y por eso accede a salir con ella. Pero al final terminan cortando y acaban como amigos.

- Datos: Q2629794